# علي صالح كرار
علي صالح كرار (1948 – 2021) مؤرخ وأكاديمي سوداني متخصص في تاريخ السودان والتصوف الإسلامي، قدم إسهامات علمية مهمة في مجالات البحث التاريخي والتوثيق والأرشيف.

## النشأة والتعليم
وُلد علي صالح كرار عام 1948 في قرية نوري التابعة لمنطقة مروي بالولاية الشمالية في السودان. وبحكم عمل والده مهندسًا بمصلحة النقل الميكانيكي، تنقّلت الأسرة بين عدة مدن، مما جعل سنوات طفولته موزعة بين الخرطوم، الفاشر، الأبيض، القضارف، شندي، وأخيرًا الخرطوم مرة أخرى. تلقّى تعليمه الابتدائي بمدينة شندي في الفترة ما بين 1956 و1959، ثم واصل المرحلة المتوسطة في مدرسة الاتحاد – الخرطوم جنوب خلال الأعوام 1960 إلى 1964. أما المرحلة الثانوية، فقد درسها في مدرسة بحري الثانوية بين عامي 1965 و1969، التحق بعد ذلك  بكلية الآداب بجامعة الخرطوم عام 1969، وتخرّج فيها عام 1973 حاصلاً على درجة البكالوريوس في الجغرافيا. نال درجة الماجستير في الدراسات الأفريقية والآسيوية من الجامعة نفسها عام 1979، بأطروحة تناولت "آثار التعاليم الإدريسية في الطرق الصوفية في السودان". وفي عام 1985، حصل على درجة الدكتوراه في التاريخ من جامعة بيرغن بالنرويج، عن أطروحة بعنوان "الطرق الصوفية في السودان حتى عام 1900، مع تركيز على منطقة الشايقية".
إلى جانب دراسته الأكاديمية، تلقّى تدريبًا متخصصًا في عدد من المؤسسات، من بينها شهادة في الإعداد الببليوغرافي والاختزان الإلكتروني للمعلومات من جامعة القاهرة (1979–1980)، وتدريب في استخدام التصوير المصغر في حفظ الوثائق من معهد الإدارة العامة في تنزانيا عام 1985. كما شارك في دورات تدريبية في مجال إدارة الوثائق، منها دورة في كندا عام 1992، وأخرى نظمتها منظمة اليونسكو بالخرطوم عام 1991.

## المسيرة المهنية
بدأ علي صالح كرار مسيرته المهنية في دار الوثائق القومية عام 1973 مفتشًا للوثائق، وتدرّج في المناصب حتى أصبح مساعدًا للأمين العام، ثم عُين أمينًا عامًا لدار الوثائق القومية في عام 1995 خلفًا للبروفيسور محمد إبراهيم أبوسليم. استمر في المنصب حتى يونيو 2007، حين نُقل إلى جامعة النيلين، حيث عمل أستاذًا بقسم المكتبات والوثائق بكلية الآداب. عمل أيضًا أستاذًا متعاونًا في قسم علوم المعلومات والمكتبات بجامعة الخرطوم، وشارك في لجنة تطوير مكتبات الجامعة عام 2012. ويُعد من المؤسسين للجمعية السودانية للمكتبات، كما شغل منصب رئيس الجمعية التاريخية، ورئيس لجنة معايير المكتبات والتوثيق والأرشيف.
وفي عام 2020، تولّى رئاسة مجلس إدارة دار الوثائق القومية.
وعلى الصعيد الدولي عمل أستاذًا زائرًا ومنسقًا لبرنامج التعاون الأكاديمي بين السودان وجامعة برغن النرويجية لمدة عشر سنوات، ( 1986-1996). كما مثّل السودان لعدة سنوات في الهيئة العربية المشتركة للتراث التابعة لجامعة الدول العربية.
شارك في عدد من اللجان المهنية والأكاديمية داخل السودان وخارجه، من بينها: مجلس إدارة الأرشيف والسجلات، لجنة توثيق تجربة المصارف والنظام الإسلامي، لجنة معايير المكتبات والتوثيق والأرشيف، كما عمل مستشارًا لـ مركز توثيق مفوضية الانتخابات. وشارك في مشاريع التعاون السوداني الإفريقي في مجال الأرشيف.
أشرف الدكتور علي صالح كرار على عدد من البحوث والدراسات الأكاديمية، في مجالات التاريخ والوثائق والمخطوطات، ووجّه العديد من طلاب الدراسات العليا في الجامعات السودانية.

## المؤلفات والبحوث
ترك الدكتور علي صالح كرار عددًا من المؤلفات والدراسات العلمية التي تناولت موضوعات التصوف، والتاريخ السوداني، والوثائق والمخطوطات. من أبرز مؤلفاته:
- الطريقة الإدريسية في السودان 1992، دراسة عن حركة الطريقة الإدريسية وأثرها في السودان[9].

- الطرق الصوفية في السودان حتى عام 1900 (1985، نُشرت 1992)، تحليل لتاريخ التصوف وأنماطه في السودان، مع تركيز على منطقة الشايقية[10].
- مفهوم التاريخ وفلسفته، صدر عن جامعة السودان المفتوحة، ويُعالج فيه المفاهيم النظرية والفلسفية المتعلقة بالتاريخ وكتابته.

نُشرت له مجموعة من البحوث والمقالات العلمية، من بينها:
- مقال باللغة الإنجليزية في المجلة العالمية لدراسات الشرق الأوسط في الولايات المتحدة الأميركية عام 1987.

- مقال مشترك بعنوان السيد أحمد بن إدريس: دراسة لحياته ومؤلفاته.
- مقالات عن الحركات الصوفية والتاريخ السوداني[11]، منها دراسة عن الحركتين السنوسية والمهدية
- مقال مشترك  بعنوان حياة المؤلف والمؤرخ السوداني محمد عبد الرحيم، نُشر في مجلة سودانك أفريقيا، جامعة برغن.

- بحث بعنوان دور الوثيقة في العمل الإداري، قُدّم ضمن أوراق الندوة الأولى للتوثيق في يناير 1999

- مقال بعنوان حفظ واسترجاع الوثائق بين النمطين التقليدي والحديث: تجربة السودان

- دراسة بعنوان آفاق التعاون بين دار الوثائق السودانية ودار الوثائق التركية (2004)

- بحث بعنوان المخطوطات العربية في السودان ودور دار الوثائق القومية في جمعها والإفادة منها، نُشر في المجلة السودانية للدراسات الدبلوماسية، العدد الأول (2000).

- بحث بعنوان توثيق تجربة السودان في مجال المصارف والمؤسسات المالية الإسلامية (بنك السودان المركزي، 2006)

- دراسة توثيقية عن استبدال العملة في السودان (2009)

- كما أسهم في مجال التوثيق والمخطوطات من خلال بحوث متخصصة تناولت مشكلات الفهرسة، الحفظ، الإتاحة، والتحقيق، أبرزها:

- واقع المخطوطات في السودان ومشكلات الفهرسة والتحقيق والنشر

- دار الوثائق القومية: خزانة تاريخ السودان

- التعاون السوداني التركي في مجال الأرشيف

- توثيق المدن السودانية

- التدريب في مجال الأرشيف في السودان

- أشرف على تنظيم دورات تدريبية بالتعاون مع معهد المخطوطات العربية بالقاهرة في مجالات الترميم والتحقيق والفهرسة[12]
- قدم عدد من الندوات والمحاضرات في عدة محافل[13]

## التكريمات
نال درع الأمانة العامة لجامعة الدول العربية تقديرًا لجهوده في تطوير العمل الوثائقي والأرشيفي في السودان والوطن العربي.

## الوفاة
توفي علي صالح كرار في 18 نوفمبر 2021 في القاهرة، بعد حياة علمية حافلة بالإسهامات في تاريخ السودان والتوثيق. نعاه عدد من الأكاديميين والسياسيين، إلى جانب هيئات علمية وجمعيات ثقافية، من بينها دار الوثائق القومية السودانية التي شغل فيها منصب الأمين العام في وقت سابق .

## أنظر أيضًا
- دار الوثائق القومية
- محمد إبراهيم أبو سليم
- أحمد إلياس حسين
- يوسف فضل
- الطيب زين العابدين